# Geoffrey Scott
Geoffrey Scott (11 juny 1884 – 14 agost 1929) va ser un intel·lectual i poeta anglès, conegut com a historiador de l'arquitectura, especialitzat en el Renaixement italià, que per a ell incloïa també el barroc. La seva biografia d'Isabelle de Charrière titulada The Portrait of Zelide va guanyar el Premi Memorial James Tait Black l'any 1925.
La publicació el 1914 del seu llibre The Architecture of Humanism: A Study in the History of Taste el va fer molt famós. Aquesta obra va ser enormement influent en la crítica anglosaxona i italiana a partir de la seva publicació, estant a la base, per exemple, de les teories de Bruno Zevi. Moltes escoles d'arquitectura el van mantenir com lectura bàsica obligatòria fins a finals de la dècada del 1960.
La seva comprensió de l'arquitectura des de la psicologia de l'espai i la seva crítica ferotge a les diferents fal·làcies (romàntica, tècnica, biològica i ètica) que impedeixen una lectura clara dels mètodes i els objectius arquitectònics són encara d'enorme valor per construir una crítica de l'arquitectura a la primera meitat del segle XXI.